# Tétraméthyloxamide
Le tétraméthyloxamide est un composé organique de formule semi-développée (CH3)2NCOCON(CH3)2. Il consiste en un oxamide complètement méthylé sur les atomes d'azote.
Il peut être synthétisé suivant une douzaine de voies de synthèse dont les meilleures donnent des rendements de l'ordre de 75 %. En particulier, la voie utilisant le diméthylformamide comme produit de départ fournit facilement le tétraméthyloxamide avec un rendement de 77% :

Réaction de condensation du DMF, avec du sulfate de fer(II) heptahydrate et de l'eau oxygénée à 30%

La diméthylamine est un réactif utilisé dans plusieurs de ces synthèses possibles.